# 479 Капрера
479 Капрера (479 Caprera) — астероїд головного поясу, відкритий 12 листопада 1901 року Луіджі Карнерою у Гейдельберзі.